# Leichtathletik-Halleneuropameisterschaften 2017/Teilnehmer (Dänemark)
| Gelbes Symbol für Goldmedaillen mit stilisierten Olympischen Ringen | Graues Symbol für Silbermedaillen mit stilisierten Olympischen Ringen | Braundes Symbol für Bronzemedaillen mit stilisierten Olympischen Ringen |
| ------------------------------------------------------------------- | --------------------------------------------------------------------- | ----------------------------------------------------------------------- |
| —                                                                   | 1                                                                     | —                                                                       |

Aus Dänemark starteten zwei Athletinnen und vier Athleten bei den Leichtathletik-Halleneuropameisterschaften 2017 in Belgrad, die eine Silbermedaille errangen und einen Landesrekord auf- und diesen dann einstellten.
Der Sportchef des dänischen Leichtathletikverbandes Dansk Atletik Forbund (DAF) hatte am 21. Februar die 6-köpfige Mannschaft bekannt gegeben. Ein weiterer Athlet hätte starten können, der auch die Norm erfüllt hatte, aber Hochspringer Janick Klausen war bei seinem Comeback mit einem Sprung von 2,26 Metern im ersten Wettkampf der Saison unglücklich mit der Ferse angestoßen und nicht optimal vorbereitet, weshalb er aus Vorsicht und mit Blick auf die Leichtathletik-Weltmeisterschaften 2017 in London nicht nominiert wurde.

## Ergebnisse

### Frauen

#### Laufdisziplinen
| Athletin            | Disziplin | Vorlauf     | Vorlauf | Halbfinale  | Halbfinale | Finale             | Finale             |
| Athletin            | Disziplin | Zeit        | Platz   | Zeit        | Platz      | Zeit               | Platz              |
| ------------------- | --------- | ----------- | ------- | ----------- | ---------- | ------------------ | ------------------ |
| Sara Slott Petersen | 400 m     | 53,39 s     | 5       | 52,86 s SB  | 8          | nicht qualifiziert | nicht qualifiziert |
| Stina Troest        | 800 m     | 2:04,78 min | 9       | 2:02,98 min | 3          | 2:02,93 min        | 5                  |

### Männer

#### Laufdisziplinen
| Athlet              | Disziplin   | Vorlauf     | Vorlauf | Halbfinale         | Halbfinale         | Finale             | Finale             |
| Athlet              | Disziplin   | Zeit        | Platz   | Zeit               | Platz              | Zeit               | Platz              |
| ------------------- | ----------- | ----------- | ------- | ------------------ | ------------------ | ------------------ | ------------------ |
| Kristoffer Hari     | 60 m        | 6,81 s      | 20      | nicht qualifiziert | nicht qualifiziert | nicht qualifiziert | nicht qualifiziert |
| Benjamin Lobo Vedel | 400 m       | 46,65 s PB  | 1       | 46,60 s PB         | 2                  | 46,33 s PB         | 4                  |
| Andreas Bube        | 800 m       | 1:48,68 min | 8       | 1:49,42 min        | 6                  | 1:49,32 min        | Silber             |
| Andreas Martinsen   | 60 m Hürden | 7,68 s      | 10      | –––                | –––                | 7,68 s =NR         | 8                  |